# Honda RA270
Honda RA270 – bolid japońskiego zespołu Honda używany w 1964 roku. Bolid nigdy nie wystartował w wyścigu Grand Prix Formuły 1.

## Testowanie
Bolid był testowany przez Jacka Brabhama w 1964 roku.